# Neocorynura brachycera
Neocorynura brachycera är en biart som först beskrevs av Jesus Santiago Moure 1960.  Neocorynura brachycera ingår i släktet Neocorynura och familjen vägbin. Inga underarter finns listade i Catalogue of Life.